# Guerra Hispano-Portuguesa (1762–1763)

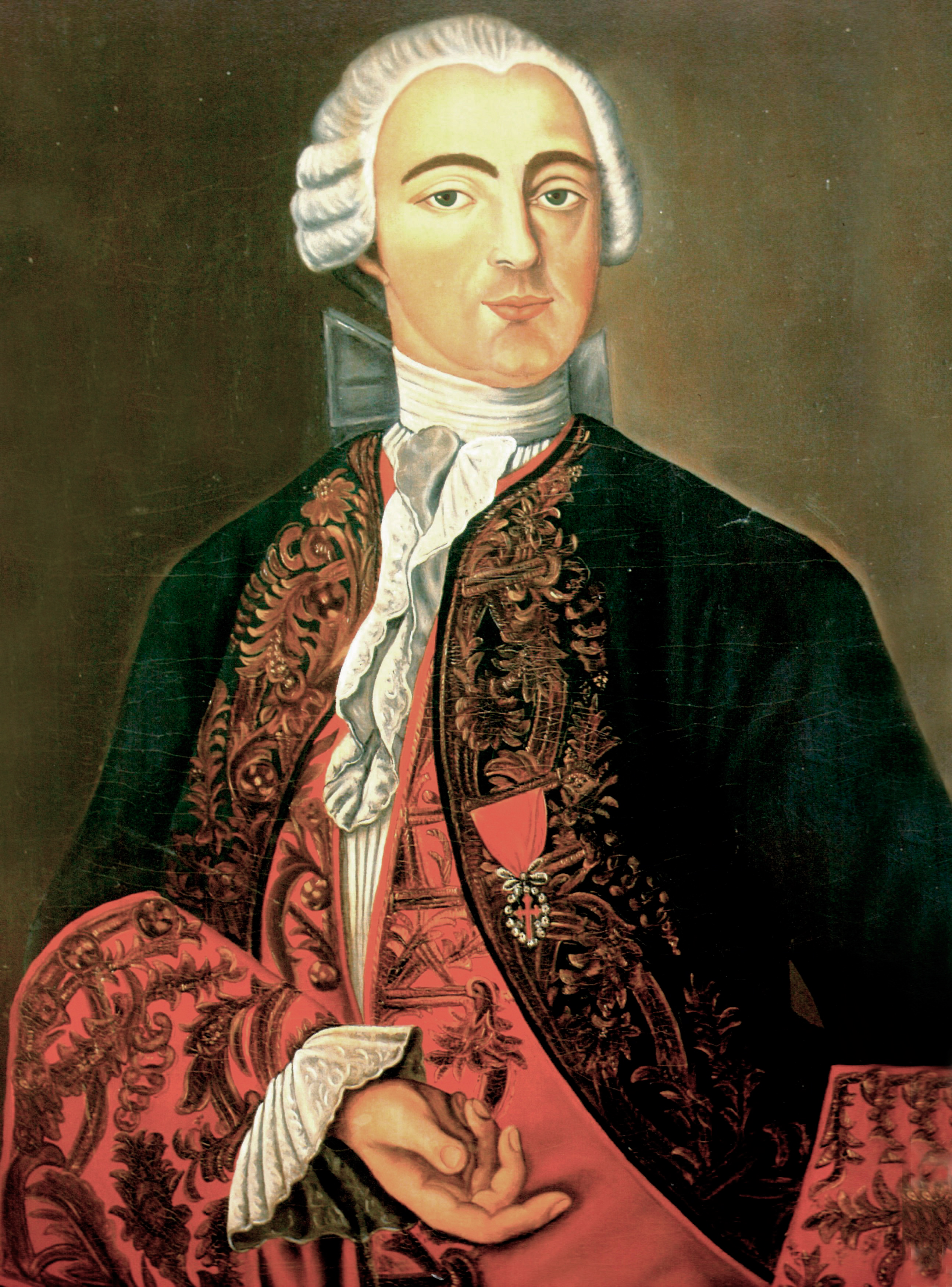
Pedro de Cevallos

A Guerra Hispano-Portuguesa de 1762–1763, também chamada, na América do Sul, de Primeira Expedição de Cevallos ao Rio Grande, foi um episódio da Guerra dos Sete Anos, no qual os espanhóis, comandados por Pedro Antonio de Cevallos, ocuparam o sul do Brasil. 

## Antecedentes
Quando o Governador de Buenos Aires, Pedro Antonio de Cevallos, soube que o Tratado de Madrid (1750) havia sido anulado por meio do Tratado de El Pardo (12 de fevereiro de 1761) e, portanto, a linha do Tratado de Tordesilhas tinha que ser restabelecida, ele escreveu duas vezes ao Governador do Rio de Janeiro, Gomes Freire de Andrade, conde de Bobadela, (que também era responsável pelo governo do Rio Grande e Santa Catarina), pedindo a devolução dos territórios espanhóis ocupados pelos portugueses e a permissão para que os índios das missões jesuítas, que haviam sido expulsos pelos portugueses na Guerra Guaranítica, pudessem retornar às suas aldeias. Sem resposta, escreveu novamente em 12 de julho de 1762. Também intimou o governador da Colônia do Sacramento a evacuar as ilhas Martin Garcia e Duas Irmãs, no Rio da Prata.
Em janeiro de 1762, a Espanha se juntou à França contra a Grã-Bretanha na Guerra dos Sete Anos, de acordo com o Pacto da Família. O plano era atacar Portugal, até então um país neutro, mas importante aliado comercial da Grã-Bretanha. Em 9 de maio de 1762, Espanha invadiu o território português na Europa (Guerra Fantástica) e também decidiu atacá-lo na América do Sul, e em particular tomar a Colônia do Sacramento durante a disputa.
Não obtendo a devolução dos territórios que reclamava, Cevallos iniciou os preparativos para a guerra, para isso, enviou José de Vera com milícias de Santa Fé a Maldonado, abasteceu as guarnições de Montevidéu e Buenos Aires, formou um batalhão de milícias e colocou 1000 índios das missões em movimento em direção ao Rio da Prata.

## Expedição em 1762

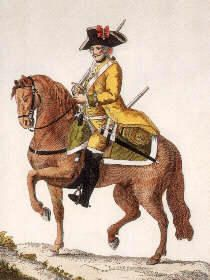
Soldado espanhol do regimento de dragões.

Nos primeiros dias de janeiro de 1762, a fragata Victoria, com 26 canhões, comandada pelo Tenente Carlos José de Sarriá, partiu de Cádiz para Buenos Aires com ordens para que o governador do Rio da Prata, Pedro de Cevallos, atacasse a Colônia do Sacramento.
Cevallos começou a preparar secretamente suas forças e em setembro de 1762 organizou homens e navios suficientes para o ataque. No início de setembro partiu a frota composta pela fragata Victoria, o navio de registro armado Santa Cruz, mais três embarcações (incluindo o San Zenón), doze grandes lanchas armadas e quinze transportes. 2 700 milicianos cruzaram o Rio da Prata e o desembarque ocorreu de 7 a 14 de setembro. No dia 26 daquele mês, foram acrescentadas a artilharia e munições de Montevidéu em 113 carros. Em seguida, o exército foi aumentado por uma força de 1 200 missionários indígenas em 27 de setembro. No dia 1 de outubro as forças começaram a deslocar-se para Sacramento e no dia 5 de outubro começou o cerco da cidade.
As relações entre Cevallos, que comandava o exército, e Sarriá, que comandava a frota, eram muito ruins. Após o desembarque do exército e sem a aprovação de Cevallos, Sarriá partiu com a frota de 16 navios para a enseada de Barragán, onde permaneceu até 29 de outubro com os navios sob seu comando: Victoria, Santa Cruz, mais três embarcações, oito barcos menores e três navios corsários. No dia 14 de outubro, 4 brigues portugueses conseguiram sair da Colônia do Sacramento evacuando alguns residentes civis e levando objetos de valor, sem a intervenção da frota espanhola. Três deles voltaram a Colônia em 17 de outubro com comida para os sitiados.
Felizmente, para os espanhóis, os portugueses estavam mal preparados e em 31 outubro de 1762 Vicente da Silva da Fonseca, o governador da cidade, rendeu-se e os espanhóis entraram em Sacramento em 2 de novembro de 1762, sendo a ilha de Martin Garcia também ocupada junto com a ilha de São Gabriel. Os prisioneiros portugueses foram, então, enviados ao Rio de Janeiro em navios próprios, enquanto grande parte dos civis foi transferida para Cuyo.

## Invasão Anglo-Portuguesa do Rio da Prata

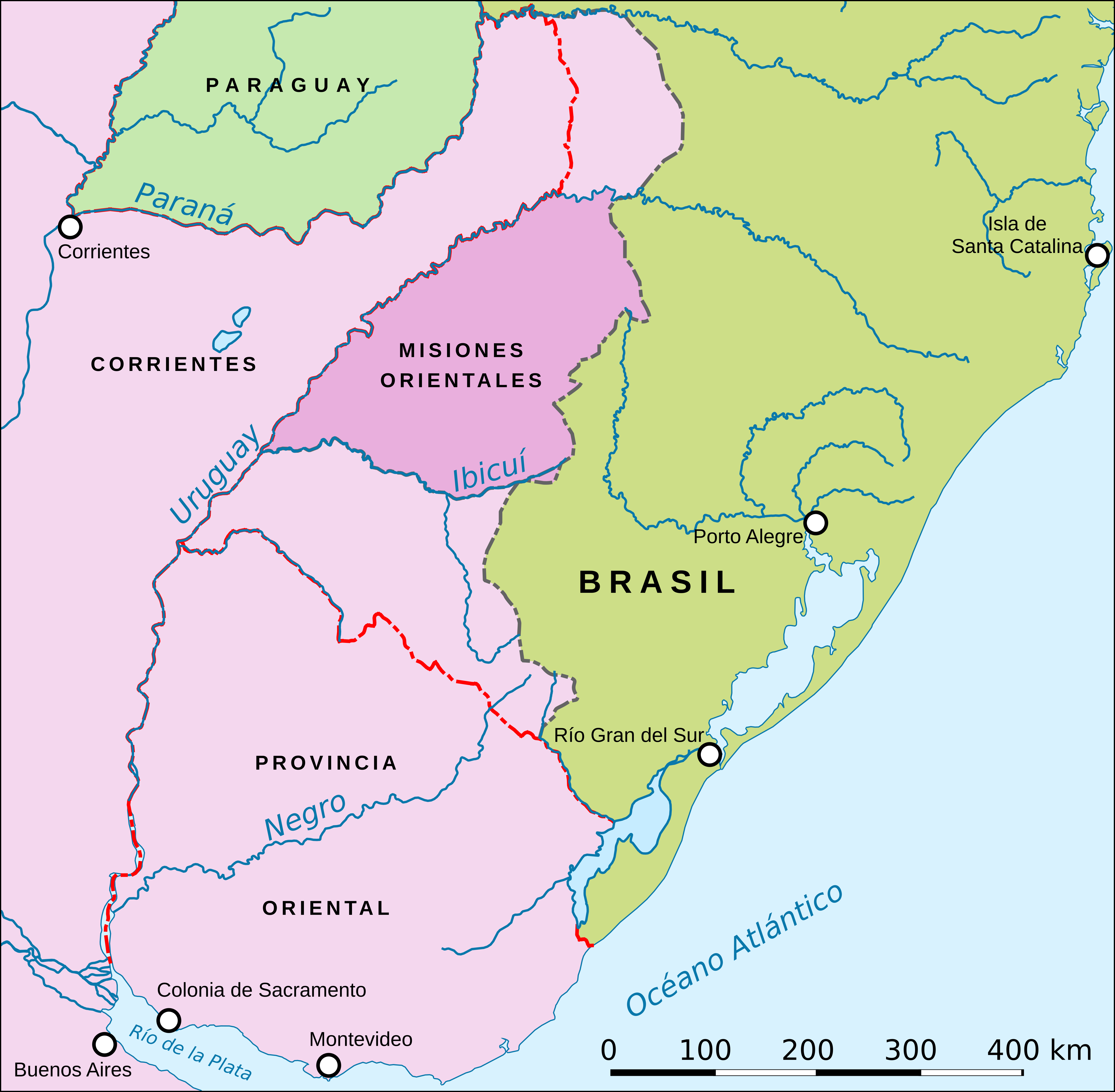
Sul do Brasil antes da guerra.

Enquanto isso, na Inglaterra, um plano de invasão do Rio da Prata estava sendo elaborado desde o início de 1762, contando com a Colônia do Sacramento como base de apoio. Esse plano envolvia o governo português (liderado pelo Marquês de Pombal), o gabinete inglês de Thomas Pelham-Holles e a Companhia Britânica das Índias Orientais. De acordo com este plano, a Banda Oriental (Uruguai) ficaria para os portugueses e a Banda Ocidental (Argentina) para os britânicos.
Em 14 de janeiro de 1762 a Companhia das Índias Orientais adquiriu da marinha britânica o navio HMS Kingston (de 60 canhões), sob o comando do Capitão MacNamara, e a fragata Ambuscade (de 40 canhões), sob o comando do Capitão William Roberts, a frota partiu de Londres em julho de 1762, com destino a Lisboa, com 700 homens.
De Lisboa partiram para o Rio de Janeiro no dia 30 de agosto. Lá o governador Gomes Freire de Andrade, reforçou a frota com a fragata Nossa Senhora da Glória, de 38 canhões, oito brigues de transporte e uma força de 600 homens sob o comando do tenente coronel Vasco Fernandes Pinto Alpoin. Gomes Freire recomendou também o desembarque de MacNamara na enseada de Barragan, pela sua profundidade e por ainda não estar protegida.
Já em dezembro, próximo à Montevidéu, a esquadra de MacNamara apreendeu um pequeno barco espanhol que os avisou da rendição da Colônia do Sacramento, o que os fez partir diretamente para Buenos Aires. No entanto, por falta de pilotos portuários (os pilotos fluviais portugueses haviam sido capturados por Cevallos e mandados prisioneiros para o Rio de Janeiro), ele não conseguiu localizar o canal de acesso à cidade, cercada por bancos de areia, então voltou-se para Montevidéu.

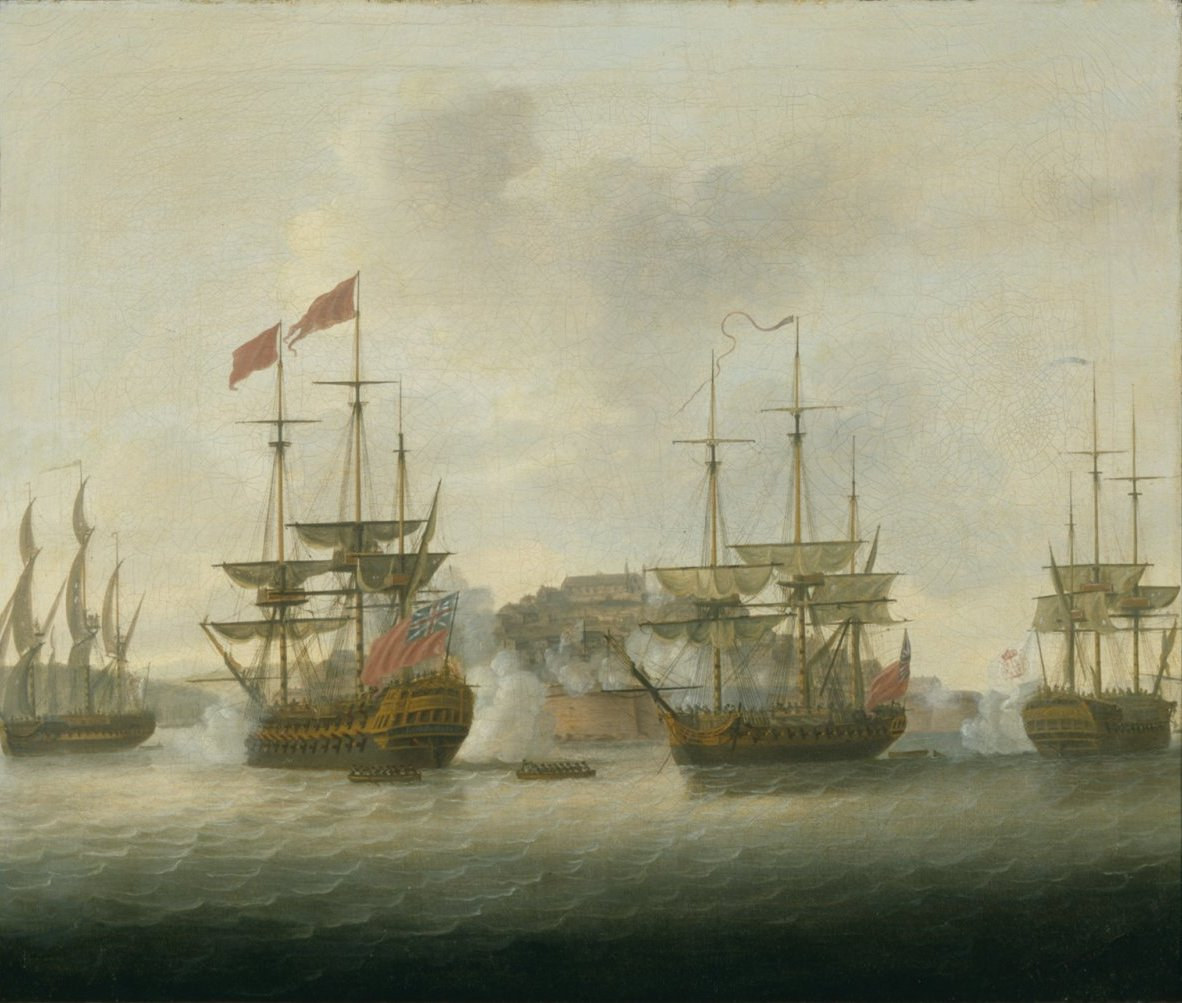
Ataque da frota anglo-portuguesa à Colônia do Sacramento em 1763.

Cevallos, que permaneceu em Sacramento, apesar de ter sofrido um forte ataque de malária, manteve-se na linha de frente da defesa. Sem saber onde os britânicos e portugueses iriam desembarcar, enviou parte de suas tropas a Maldonado e Montevidéu, deixando 500 homens em Sacramento e 100 na Ilha de São Gabriel.
Em 2 de janeiro, a esquadra anglo-portuguesa posicionou-se ao largo de Montevidéu com a intenção de realizar um ataque, mas no dia seguinte um navio português chegou do Rio de Janeiro com uma ordem de retorno. Um piloto que estava a bordo informou que os navios tinham muito calado para entrar em Montevidéu e aconselhou a ir a Sacramento, cujos canais de acesso ele afirmava conhecer bem.
MacNamara reuniu um conselho de guerra, a bordo de seu navio, que decidiu atacar Sacramento. Em 4 de janeiro de 1763 eles ancoraram no Riachuelo em frente a Sacramento, ensaiando um ataque, para testar as defesas, que foi rechaçado.
A esquadra espanhola comandada por Sarriá permaneceu em frente à Sacramento, e era composta pelas fragatas Victoria (do Capitão Francisco Javier Melgarejo), Santa Cruz (do Capitão Urcullu) e o barco San Zenón. Quando a frota de MacNamara apareceu, Sarriá, deixou a cidade por conta própria e retirou-se para a ilha vizinha de São Gabriel, onde deixou uma fragata, desembarcou com seus oficiais, deixando a tripulação (180 homens) a bordo sob o comando do contramestre.

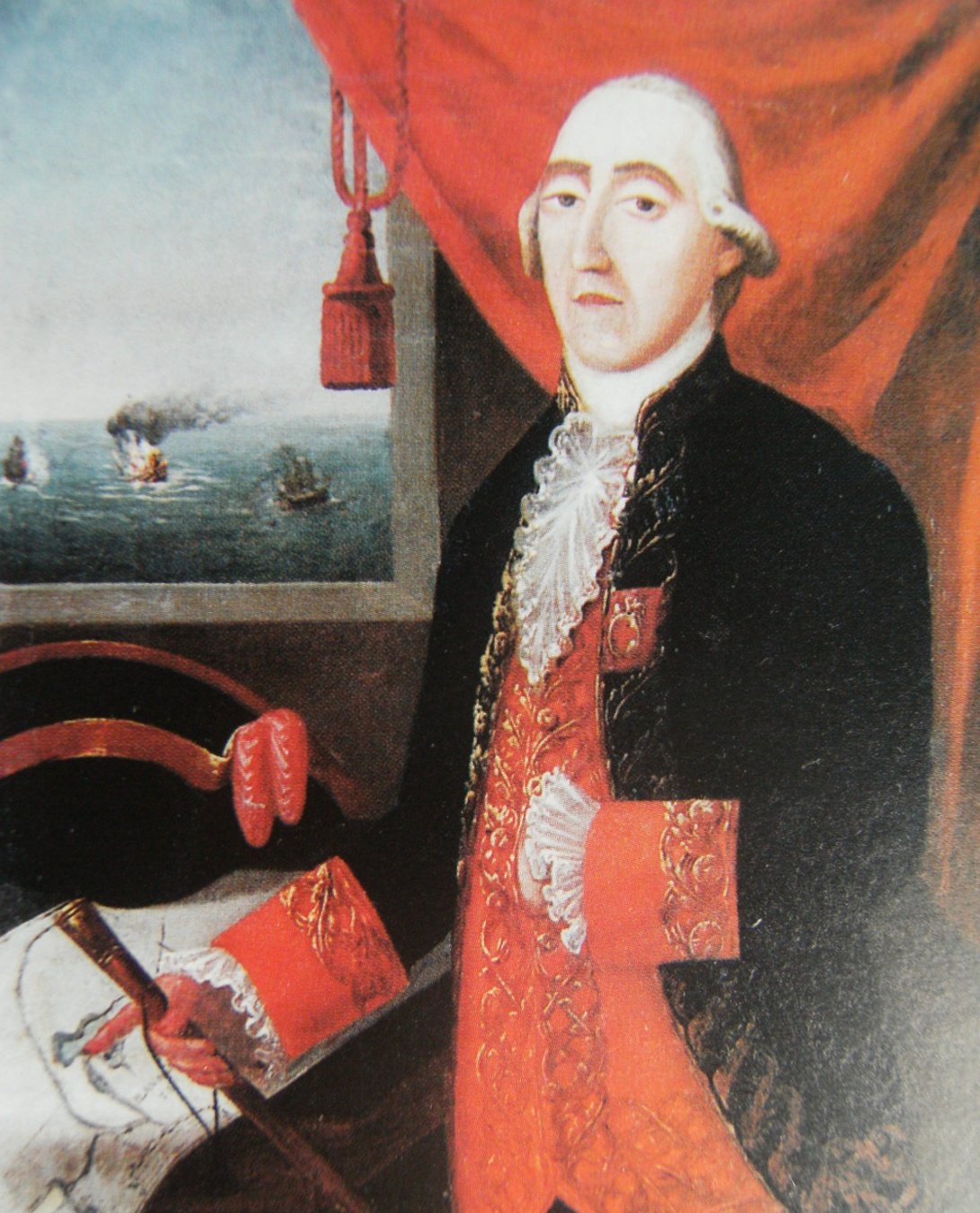
Retrato do capitão espanhol Francisco Javier Melgarejo, mostrando o navio Lord Clive afundando ao fundo.

Ao meio-dia de 6 de janeiro, os três maiores navios iniciaram o bombardeio de Sacramento a uma distância de cerca de 400 metros, a troca de tiros continuou por quatro horas. Apesar da intensidade do fogo, mais de 3 000 tiros de balas e estilhaços, as tropas de Cevallos, abrigadas em terreno baixo, não sofreram grandes baixas, pois os tiros inimigos foram muito altos. Às 16 horas, um tiro de bala vermelha (uma bala de ferro em brasa), desencadeou um forte incêndio no Lord Clive, que havia sofrido 40 baixas até aquele momento. No incidente, 272 de seus tripulantes morreram, incluindo MacNamara. Dos 78 sobreviventes que abandonaram o navio nadando (outros dois em um pequeno barco), 62 foram capturados pelas forças de Cevallos. O Ambuscade e o Gloria, gravemente danificados e com numerosas baixas (80 na fragata britânica), retiraram-se para o Rio de Janeiro.
As perdas espanholas foram de apenas quatro mortos no forte. Cevallos conseguiu recuperar parte da artilharia de Lord Clive antes que o mesmo explodisse ao anoitecer, por volta das 20 horas. Após o naufrágio, os espanhóis jogaram pedras pesadas no navio para evitar que os ingleses o recuperassem.

## O plano espanhol de invasão do Mato Grosso
A Guerra Mojeña foi um episódio da Guerra Hispano-Portuguesa ocorrido na fronteira de Mato Grosso e o atual território da Bolívia (na época pertencente ao Vice-reino do Peru). Nesse contexto, o novo Vice-Rei do Peru, Manuel Amat y Juniet, designou Juan de Pestaña, então presidente da Audiência de la Plata, como comandante de uma campanha militar que tinha como objetivos: expulsar os portugueses do lugar onde antes estava situada a Redução de Santa Rosa II e das duas vilas da Capitania de Mato Grosso: a Vila Bela da Santíssima Trindade e a Vila Real de Cuiabá..
A tática espanhola era a de impedir que os portugueses, aquartelados na Fortaleza de Nossa Senhora da Conceição, recebessem comunicação e socorro vindos da Vila Bela da Santíssima Trindade e do Estado do Grão Pará e Maranhão pelos rios Guaporé e Mamoré, respectivamente. Para isto, construíram dois fortes: um na margem oposta da Redução de São Miguel II, entre os Rio Guaporé e o Rio Magdalena, e outro, no Rio Mamoré, próximo à Redução de Exaltação. Os espanhóis também construíram uma bateria em frente à Fortaleza de Nossa Senhora da Conceição, denominada de "La Barranca de San Pedro" e planejavam construir uma fortaleza na barra do rio grande para impedir que os portugueses recebessem socorro da Capitania de São Paulo, após a invasão da Capitania de de Mato Grosso.
Por outro lado, no início de 1763, o governador de Mato Grosso Antônio Rolim de Moura Tavares, ainda não havia tomado conhecimento de que o Império Espanhol tinha declarado guerra ao Império Português e, ao perceber a movimentação de tropas espanholas na região, decidiu averiguar, junto com seus soldados, o que estava ocorrendo e quando chegou nas proximidades do forte espanhol localizado na margem oposta da redução de de São Miguel II, foi recebido à bala.
No dia seguinte, um sargento das tropas de Rolim de Moura conseguiu fazer contato com os espanhóis e foi informado, por um sargento espanhol, de que a guerra entre os Impérios já havia sido declarada há mais de um ano e de que os Espanhóis pretendiam tomar a Capitania de Mato Grosso.
Nesse contexto, Rolim de Moura ampliou as instalações da Fortaleza de Nossa Senhora da Conceição para acomodar as tropas que vieram do Pará. A situação também exigia melhores alimentos para as tropas, que somente tinham à sua disposição feijão e toucinho.
Para melhorar a alimentação disponível na Fortaleza de Nossa Senhora da Conceição, a partir do dia 15 de março de 1763, o furriel Paulo José Correa foi enviado com um pequeno destacamento para subir o Rio Itonoma e roubar gado das reduções jesuíticas.
Ocorreram três expedições desse tipo bem sucedidas, mas, no dia 12 de abril 1763, a quarta expedição foi emboscada por tropas espanholas que capturaram seu líder e destruíram as embarcações utilizadas pelos expedicionários. Parte dos expedicionários conseguiu retornar a pé e à nado até a Fortaleza de Nossa Senhora da Conceição, onde chegaram no dia 16 de abril.
Depois disso, Rolim de Moura organizou um ataque contra o forte espanhol e a redução jesuítica de São Miguel II. O ataque ao forte espanhol resultou em 37 mortos entre as tropas portuguesas e 12 mortos entre as tropas espanholas, além dos feridos que morreram nos dias posteriores ao confronto. O ataque à redução, resultou na sua completa destruição, além da captura dos padres que dirigiam aquela redução: Juan Rodriguez e Francisco Espíe e diversos nativos.
A destruição daquela redução gerou grandes problemas de abastecimento para as tropas espanholas na região.
Nesse contexto, os portugueses também começaram a organizar expedições para atacar as reduções jesuítas em chiquitos.
No dia 10 de agosto de 1763, Rolim de Moura comunicou ao espanhol Alonso Verdugo que havia sido assinado um Tratado de Paz em Paris, que pôs fim à Guerra entre os Impérios Português e Espanhol. Razão pela qual foram suspensas as hostilidades e bloqueios feitos nos rios Guaporé e Mamoré.

## Invasão do Rio Grande

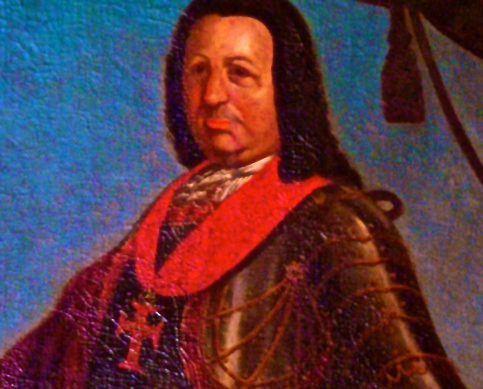
Antônio Gomes Freire de Andrade, Conde de Bobadela. Governador do Rio de Janeiro e das Capitanias do sul.

Após 12 dias de marcha forçada, por terra, de Rio Pardo ao Chuí, um contingente de dragões, ao comando do Coronel Thomaz Luiz Osório, atingiu seu destino em 10 de setembro de 1762, com 400 homens e 10 canhões pequenos. Em 10 de outubro de 1762, o Coronel Osório, ao saber que o General Cevallos havia cercado Colônia de Sacramento, deu início à construção de uma fortaleza em Castilhos. Batizou-a, cinco dias depois, com o nome de Santa Tereza.
Em 1 a de janeiro de 1763, morreu no Rio de Janeiro, o Governador Gomes Freire, por desgostos acumulados em conseqüência da perda da Colônia do Sacramento e pressões de comerciantes locais por aquele fato. No mesmo dia da morte de Gomes Freire, tropas da fronteira de Rio Pardo, sob o comando do Capitão Francisco Pinto Bandeira, com alguns dragões e 200 paulistas obtiveram retumbante e brilhante vitória em Monte Grande, nas proximidades da atual Santa Maria. Dentre os paulistas, muitos eram descendentes de bandeirantes e com experiência de lutas contra índios no Centro-Oeste. 

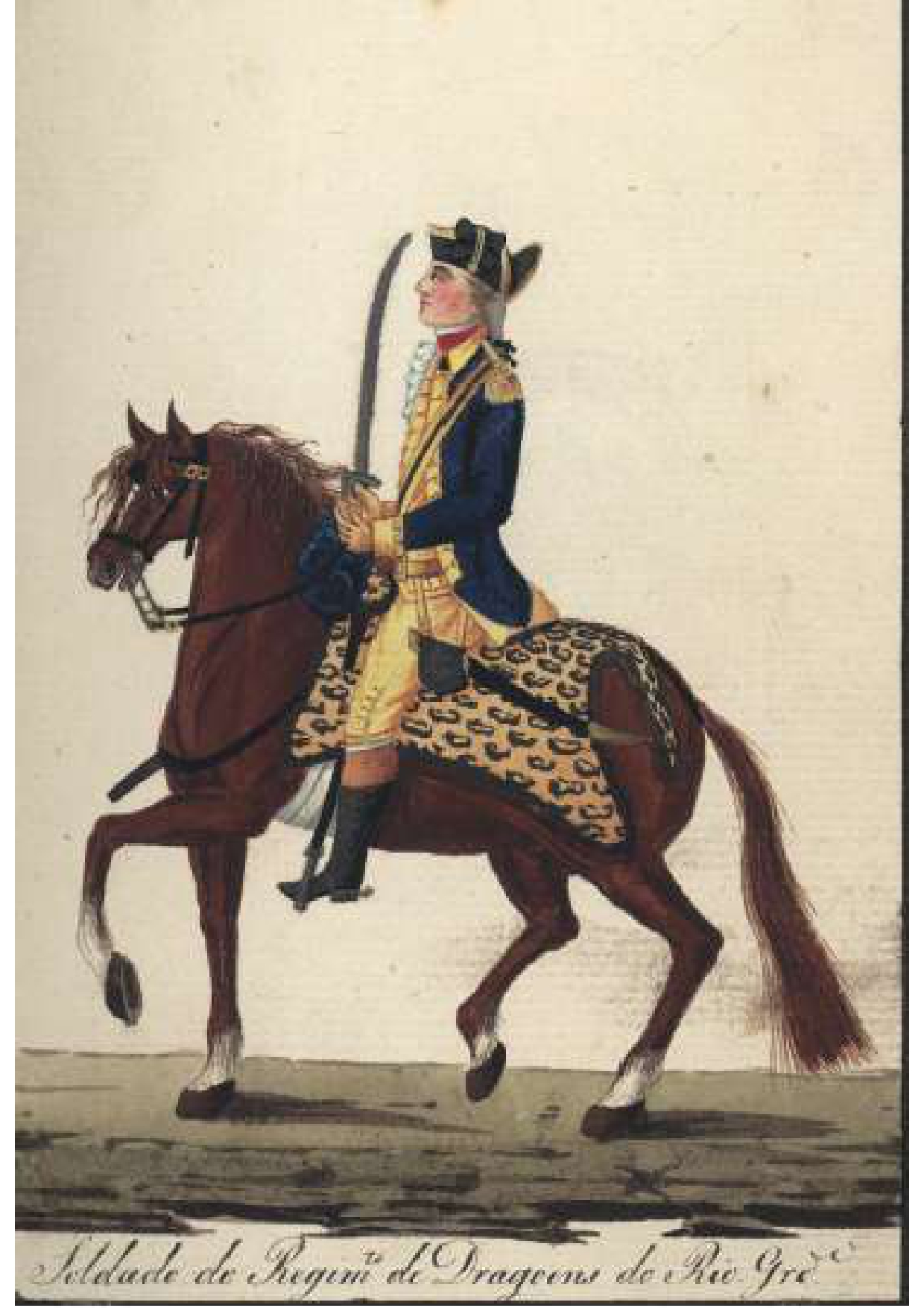
Soldado do Regimento de Dragões do Rio Grande.

Ainda no controle da Colônia do Sacramento, Cevallos marchou com seu exército para o leste na primavera, em 19 de março de 1763 ele deixou Sacramento com 300 dragões e chegou a Maldonado em 29 de março. No dia 8 de abril, o seu exército saiu de Maldonado em duas colunas e foi atacar a fortaleza de Santa Tereza.
O comandante de Santa Tereza, Coronel Osório, por falta de informações e em função de ordens superiores que classificou de "infernais", perdeu a oportunidade ideal de se retirar. Decidida a resistência, 80% da guarnição de Santa Tereza desertou, em pânico, na noite de 18/19 de abril. Em 19 de abril a fortaleza se rendeu. Cevallos então prosseguiu e conquistou o Forte de São Miguel. E, em 24 de abril de 1763, ocupou a Vila de Rio Grande, que já estava abandonada. O Governador Eloy Madureira também fugiu, sem ao menos tentar fortificar-se em São José do Norte, conforme ordens recebidas do Rio de Janeiro. Os colonos portugueses que não fugiram para Porto dos Casais, foram transferidos por Cevallos para Maldonado, dando origem ao povoado de São Carlos. Esta invasão foi vista como uma humilhação para o Rio Grande. Posteriormente, foi aberta uma investigação para apurar as responsabilidades do governador Madureira, já falecido, e do Coronel Osório, prisioneiro dos espanhóis.
O avanço de Cevallos, pelo interior do Rio Grande, foi interrompido devido ao recebimento da noticia da assinatura do Tratado de Paris que pois fim a guerra entre Espanha e Portugal.

## Consequências
Pelo Tratado de Paris, Cevallos foi obrigado a devolver a Colônia de Sacramento, mas teve o cuidado de a devolver com as muralhas destruídas, sem os canhões, e povoando várias cidades em volta para evitar o contrabando. Porem as fortalezas de São Miguel, Santa Teresa e a cidade de Rio Grande de São Pedro permaneceram nas mãos dos espanhóis, aumentando a frustração dos portugueses. A ocupação espanhola durou 14 anos (1763–1777), mas não conseguiu se consolidar na margem leste da Lagoa dos Patos, de modo que a resistência em Rio Pardo e Viamão, para onde foi transferida a capital, continuou firme.
O descontentamento dos portugueses da região iria causar, anos mais tarde, a segunda guerra hispano-portuguesa de 1776–1777, na qual os portugueses conseguiram, finalmente, recuperar o Rio Grande.